# Сверхскопление Геркулеса
Сверхскопление Геркулеса (SCl 160, англ. Hercules Superclusters) — сверхскопление галактик в созвездии Геркулеса. Состоит из двух соседних, связанных между собой, сверхскоплений галактик, которые часто упоминаются как северная и южная части единого сверхскопления Геркулеса. Северная часть располагается на расстоянии 400 миллионов световых лет, чуть дальше, на расстоянии 500 миллионов световых лет, лежит южная часть сверхскопления.
В 1930-х годах Харлоу Шепли изучал структуру распределения галактик в созвездии Геркулеса, и вероятно, был первым, кто узнал о существовании в данной области сверхскопления. Однако это не было подтверждено до 1970-х годов. В 1976 году Массимо Таренхи предположил, что скопление A2151 является частью единого сверхскопления, а на конференции о крупномасштабной структуре Вселенной в Эстонии в 1977 году он совместно с В. Тифом, Г. Чинсарини, Ш. Рудом и Л. Томпсоном представил доказательства, что в данной области фигурирует именно сверхскопление.
По сравнению с другими местными сверхскоплениями, сверхскопление Геркулеса считается особенно большим, достигая приблизительно 330 миллионов световых лет в диаметре. Красные смещения галактик, входящих в сверхскопление, находятся между 0,0304 и 0,0414.
В состав сверхскопления входят Abell 2147, скопление Геркулеса (Abell 2151) и Abell 2152. Было обнаружено, что отдалённые скопления Abell 2197 и Abell A2199, связанные посредством чрезвычайно длинных нитей галактик, также относятся к сверхскоплению Геркулеса. Abell 2162 в созвездии Северной Короны также является членом сверхскопления.
Сверхскопление Геркулеса находится вблизи от сверхскопления Волос Вероники, оба из которых являются частями Великой стены CfA2.